# (1753) Mieke
(1753) Mieke est un astéroïde de la ceinture principale.

## Description
(1753) Mieke est un astéroïde de la ceinture principale. Il fut découvert le 10 mai 1934 à Johannesbourg par Hendrik van Gent. Il présente une orbite caractérisée par un demi-grand axe de 3,01 UA, une excentricité de 0,08 et une inclinaison de 11,4° par rapport à l'écliptique.

## Nom
(1753) Mieke porte le prénom de Mieke Oort-Graadt van Roggen (1906–1993). En effet, la citation de nommage indique :

« Nommé en l'honneur de l'épouse de l'ancien directeur de l'Observatoire de Leyde Jan Oort. Nom proposé par l'Observatoire de Leyde. »

— Minor Planet Circular 5357

## Compléments